# Елизабета Рената Лотарингска
Елизабета Рената Лотарингска (на немски: Elisabeth Renata von Lothringen; * 9 октомври 1574, Нанси; † 4 януари 1635 при Браунау на Ин в Австрия) е принцеса от Лотарингия, чрез женитба херцогиня на Бавария (1597 – 1635) и курфюрстиня (1623 – 1635).

## Биография
Дъщеря е на херцог Карл III от Лотарингия (1543 – 1608) и Клод Валоа (1542 – 1575), дъщеря на френския крал Анри II и Катерина Медичи.
На 6 февруари 1595 г. в Нанси Елизабета се омъжва за нейния братовчед Максимилиан I (1573 – 1651) от баварската династия Вителсбахи, от 1597 херцог на Бавария и от 1623 курфюрст на Свещената Римска империя. Повече от 40-годишния им брак остава бездетен.
През 1635 г. херцогската двойка бяга от страх от опасността от чума в манастир Раншофен при Браунау на Ин, където Елизабета умира на 4 януари. Нейният гроб се намира в курфюрстката гробница в църквата Св. Михаил в Мюнхен. Нейното сърце и вътрешности се намират в Гнаденкапелата в Алтьотинг.
През 1635 г. нейният съпруг се жени за ерцхерцогиня Мария Анна Австрийска (1610 – 1665).